# 冷军
冷军（1963年7月15日—），男，四川人，中国当代超写实主义油画家，其作品以极端写实风格著称，被誉为中国超写实主义油画的领军人物‌。享受国务院政府特殊津贴专家。现任武汉画院院长。

## 早年与教育
冷军1963年生于四川省达州市大竹县，1984年毕业于武汉师范学院汉口分院艺术系（现江汉大学美术学院），后长期从事油画创作与艺术管理工作‌

## 艺术风格
冷军的风格以“超级写实主义”为主。其作品的主要特点是极端写实。他的多幅作品被国内外艺术机构及私人收藏。

## 作品拍卖
《小姜》（2011年创作）‌成交价‌：7015万元人民币（2019年中国嘉德秋拍）‌
《蒙娜丽莎—关于微笑的设计》成交价‌：8050万元人民币（2021年中国嘉德春拍）‌

## 出版物
2012年出版油画作品集《限制与自由》。吉林美术学院 ISBN 9787538670196 。